# Jaap Eden
Jacobus Johannes "Jaap" Eden (né le 19 octobre 1873 à Groningue et mort le 2 février 1925 à Haarlem) est un athlète néerlandais. Il est le seul sportif masculin à avoir remporté un titre de champion du monde en cyclisme et en patinage de vitesse (Sheila Young et Christa Rothenburger, l'ont réussi par la suite chez les femmes).
En cyclisme, il remporte sur piste le championnat du monde des 10 km en 1894, puis le  championnat du monde de vitesse amateurs en 1895. 
En 1893, 1895 et 1896, il gagne le championnat du monde toutes épreuves de patinage de vitesse.

## Biographie

### Enfance et débuts
Jaap Eden est né à Groningue de Johannes Eden et Maria Baale. La mère de Eden décède de complications liées à sa naissance. Son père, un professeur de gymnastique, ne pouvant pas s'occuper de l'enfant seul, l'envoie chez ses grands-parents, qui possèdent un hôtel près de Santpoort-Noord. Il pratique plusieurs sports, principalement la gymnastique et en hiver, le patinage. Sa rapidité et sa technique de patinage attirent l'œil du meilleur patineur de l'époque, le Néerlandais Klaas Pander. Ce dernier invite Jaap Eden à suivre une formation avec lui dès ses 15 ans.
En décembre 1890, dans une compétition de patinage courte sur 160 mètres, Jaap Eden obtient sa première grande victoire. Il a alors 17 ans et il est sélectionné par la Fédération néerlandaise pour disputer les championnats du monde en 1891. Les championnats sont organisés par le Skating Club d'Amsterdam, car il n'y avait pas de Comité d'organisation international. Seulement deux patineurs étrangers ont fait le déplacement : l'Américain Joe Donoghue qui devient le premier champion. Eden ne prend part qu'aux deux épreuves les plus courtes (le 1/2 mile et le mile) sur les quatre épreuves. Il termine troisième du mile et quatrième du 1/2 mile. Eden participe ensuite aux Championnats d'Europe à Hambourg, mais sans obtenir de résultats notables.

### Carrière de patineur de vitesse

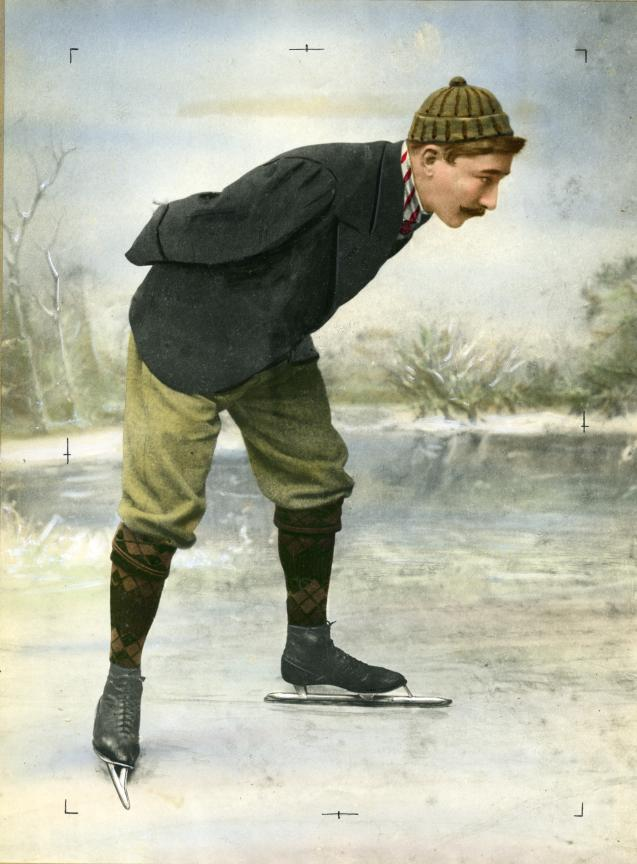
Jaap Eden, triple champion du monde de patinage de vitesse.

Le mauvais temps annule les championnats du monde 1892, tandis que les Championnats d'Europe de cette année sont réservés aux patineurs autrichiens. Eden dispute alors la Coupe du Prince d'Orange (Prince of Orange Cup en anglais) en Angleterre, qu'il remporte. Il s'agit de sa première victoire lors d'une grande compétition internationale.
Durant l'été 1892, des officiels de plusieurs pays européens se réunissent à Schéveningue. L'International Skating Union (ISU) est créée, et elle prévoit la mise en place de championnats du monde annuels sur 500 m, 1 500 m, 5 000 m et 10 000 m. Les premiers championnats sous l'égide de l'ISU auront lieu au Museumplein à Amsterdam.
Deux jours avant les championnats, Eden remporte le championnat des Pays-Bas sur 1 500 m et 5 000 m. Son temps sur le 1 500 m (2 min et 35 s), est le premier record du monde reconnu sur cette distance par l'ISU. Ce qui fait d'Eden, un des favoris pour les championnats du monde de 1893.
Lors de l'épreuve du 1 500 m, Eden se retrouve à égalité avec Oskar Fredriksen (Norvège) lors des qualifications, mais il le bat dans le tête-à-tête en finale. Il surclasse ses adversaires lors du 5 000 m, qu'il remporte avec une demi-minute d'avance, tandis que son principal adversaire Frederiksen abandonne l'épreuve. Le deuxième jour, Eden est devancé par Frederiksen lors de la première manche du 500 m. Mais dans la finale, il bat à nouveau le Norvégien. Avec cette troisième victoire, Jaap Eden s'assurait le titre mondial, avant la dernière épreuve. Frederiksen remporte le 10 000 m, tandis qu'Eden qui a chuté dans le premier tour, abandonne la course.
Après cette victoire, Jaap Eden est accueilli par une foule nombreuse dans sa ville natale de Haarlem. Il est devenu connu dans tout le pays, et de nombreux produits portant son nom sont fabriqués, tels que des cigares, des chocolats et même une boisson alcoolisée.
L'hiver suivant, il s'entraîne à Hamar, en Norvège et il se rend à Stockholm pour disputer les championnats du monde début février 1894. En raison de mauvaises conditions météorologiques, les championnats ont lieu dans la ville voisine : Saltsjöbaden.
Lors du 500 m, Eden se retrouve dans la même série que Frederiksen. Le Norvégien réalise un faux-départ, mais n'étant pas au courant, il patine jusqu'à l'arrivée. Les commissaires lui demandent alors de recommencer l'épreuve, mais le Norvégien souhaite d'abord récupérer. Eden, qui est convaincu que Frederiksen allait être disqualifié, patine seul sa série, terminant en 50,4 secondes. Lors de sa deuxième tentative, Frederiksen réalise le même temps. Jaap Eden ne souhaitant pas patiner lors d'un tie-break pour les départager, Frederiksen est déclaré vainqueur par tirage au sort.
Eden bat le record du monde sur 10 000 m en 19 min 12 secondes, avec une demi-minute d'avance sur les autres. Dans la troisième distance, il perd face à Einar Halvorsen, ce qui signifie qu'il ne peut plus terminer champion du monde. Eden abandonne lors de la dernière épreuve après une chute.
Deux semaines plus tard, aux championnats d'Europe à Hamar, il ne prend pas part aux épreuves du premier jour, officiellement en raison des vents forts. Cependant, il était dans son hôtel avec l'une des femmes de chambre. Eden revient à la glace, le deuxième jour, et il remporte le 5 000 m en 8 min et 37 secondes. Il bat le record du monde de près de 30 secondes. Le record tiendra pendant près de 17 ans, jusqu'à ce qu'il soit battu par Nikolay Strunnikov.
Il récupèrera son titre en 1895 et 1896. En 1896, il termine premier des quatre distances. Il s'agit de sa dernière compétition de patinage de vitesse, car il a signé un contrat aux Pays-Bas pour devenir cycliste professionnel.

### Carrière cycliste

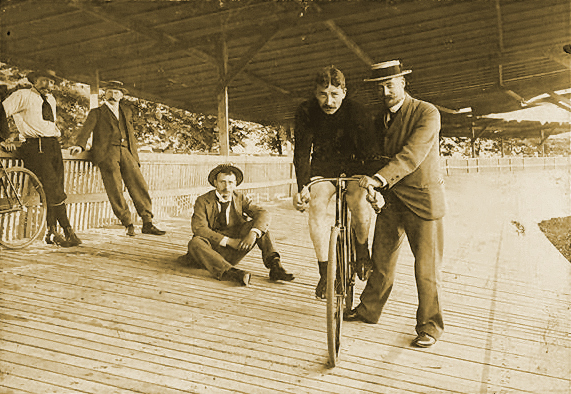
Jaap Eden, double champion du monde de cyclisme.

En cyclisme sur route, Jaap Eden devient l'un des meilleurs aussi vite que sur les patins. Il rejoint le club de vélo de Haarlem. Sur le vélo, il fait preuve de la même souplesse et de la même technique que sur des patins. Le 2 juillet 1893, il remporte le championnat national à Arnhem, aux Pays-Bas sur la route. L'année suivante, il dispute sur piste, les championnats du monde à Anvers. Sur l'épreuve des 10 kilomètres, il remporte le titre. Il termine deuxième de la vitesse, battu par l'Allemand August Lehr. L'année suivante, en août 1895, il devient pour la troisième fois Champion des Pays-Bas de vitesse amateurs. Il s'adjuge également cette année-là, le titre mondial de la vitesse amateurs, face au Danois Christian Ingemann. Il passe professionnel en 1896.
Jaap Eden doit sa grande popularité au fait qu'il est devenu quintuple champion du monde dans deux sports différents sur une très courte période, ce qui est un exploit extraordinaire. Pourtant, même s'il bat le record du monde du kilomètre départ arrêté, il ne domine pas les épreuves de vélo comme il le faisait sur la glace. Ses résultats en tant que cycliste professionnel sont très variables, mais pas aussi bon qu'il le souhaitait.
En 1896, il s'installe à Paris, la place fort du cyclisme. Il est rapidement devenu un adversaire d'anciennes stars comme Edmond Jacquelin et Paul Bourrillon. Le 10 mai 1896, il remporte une course devant à Ludovic Morin, Macdonald et Jean Gougoltz au vélodrome de la Seine. Le 7 juin, il finit vainqueur à Roubaix devant Gras et Dutrieux. Le 22 novembre, il gagne un match contre le champion américain Tom Butler au vélodrome d'hiver. Ses succès internationaux n'ont pas été très long, car il a toujours vécu avec ses moyens. Il remporte notamment le championnat d'Europe de vitesse devant Maurice Farman en 1896.
En 1915, il connait de sérieux problèmes financiers. Il est obligé de vendre la plupart des trophées qu'il avait gagnés, sur la glace ou sur piste. Il essaye avec des amis de créer une entreprise de bicyclettes à Rotterdam, mais sans succès. Il travaille dans un garage puis devient conducteur de camionnette. Il meurt à 51 ans. Son nom est donné à plusieurs rues et à la première patinoire artificielle des Pays-Bas, à Amsterdam. Elle fut inaugurée en présence de son fils et de son petit-fils.

## Palmarès en patinage de vitesse

### Championnats du monde
- Champion du monde toutes épreuves en 1893, 1895 et 1896

## Palmarès en cyclisme

### Championnats du monde
- Anvers 1894
  -   Champion du monde des 10 km amateurs
  -  Médaillé d'argent de la vitesse amateurs
- Cologne 1895
  -  Champion du monde de vitesse amateurs

### Championnats d'Europe
- Champion d'Europe de vitesse en 1896

### Championnats des Pays-Bas

#### Sur piste
- Champion des Pays-Bas de vitesse amateurs : 1893, 1894 et 1895

#### Sur route
- Champion des Pays-Bas sur route : 1893 et 1894

### Grand Prix
- 1896
  - GP d'Amsterdam
  - 3e du Grand Prix de Paris amateurs
- 1897
  - GP d'Amsterdam
  - GP de Leipzig
  - GP de Bruxelles